# 포르투갈령 상투메 프린시페
상투메 프린시페섬은 1470년에 설립되어 포르투갈에 의해 독립이 승인된 1975년 까지 포르투갈 제국의 식민지였다.

## 역사

### 정착
1470년경 포르투갈 탐험가인 주앙 드 산타렝과 페루 이스코바르는 기니만을 항해하다 사람이 살지 않는 군도를 발견하였다. 두 섬 중 하나는 섬을 발견한 날이 마침 사도 토마의 축일이었으므로, 상투메섬 (사도 토마의 섬)으로 명명하였으며, 다른 하나는 국왕의 총애를 받고 있던 포르투갈 왕자 아폰수를 기리는 마음에서 프린시페섬 (왕자의 섬)이라 이름을 붙였다.
1485년 포르투갈 왕실이 주앙 드 파이바 (João de Paiva)에게 두 섬을 하사하면서 상투메 프린시페에 정착하려는 최초의 시도가 시작되었다. 하지만 정착민들은 섬 특유의 열대 환경과 기후속에서 식량을 마련하기 어려웠고, 설상가상으로 열대병까지 돌면서 정착 시도는 실패로 끝났다. 이후 1493년 국왕 주앙 2세가 알바루 카미냐를 상투메섬의 도독으로 임명하여 처음으로 사람이 살기 시작했다. 상투메섬에 처음 정착한 사람으로는 범죄자와 고아가 주를 이뤘고, 기독교인으로 길러내기 위해 유대인 부모에게서 빼앗은 아이들까지 있었다. 한편 프린시페섬의 정착은 1500년경부터 시작되었다.

### 설탕 생산과 노예 무역
정착 후 수년 동안 포르투갈 정착민들은 상투메 섬의 비옥한 화산지대 토양을 기반으로 수익성이 높았던 사탕수수를 경작하기 위해 아프리카 본토에서 노예를 대거 수입하기 시작했다. 16세기 중반에 이르러서 상투메섬은 세계 최대의 설탕 생산국이 되었고, 포르투갈에 막대한 부를 안겼다. 다만, 상투메섬의 습한 기후는 설탕의 빠른 생산은 가능했어도, 고품질의 백설탕 생산에는 도움이 되지 못했다.
17세기 초부터는 포르투갈령 브라질 식민지에서 운영되기 시작한 사탕수수 농장과의 생산 경쟁과 더불어, 섬 내에서 발생한 빈번한 노예 반란까지 겹쳐 상투메섬의 사탕수수 재배가 서서히 타격을 입었다. 이런 변화는 설탕 생산량의 감소세는 물론, 현지 메스티수들의 손에 의존하고 있던 지역경제가 노예 무역으로 전환되는 계기를 낳았다. 마침 상투메섬은 기니 만 연안과 콩고 왕국에서 데려와 아메리카로 향하는 노예들의 집결지 역할을 했기 때문에, 그 지리적 이점을 활용해 대서양 횡단 노예 무역의 주요 교역소로 발돋움하게 되었다.
1641년에는 네덜란드가 상투메섬을 점령하였다. 7년 뒤인 1648년에서야 포르투갈의 영토로 되돌아왔다. 이 시기 네덜란드는 프린시페섬을 점령하지는 않았다.
이 시기 포르투갈 정착민 대다수는 아프리카 여성과 결혼했다. 상투메 프린시페 식민지의 전성기였던 16세기에도 유럽인의 수는 1,000명을 넘지 않았으며 대다수가 아프리카 흑인이었다. 일찍이 1528년부터 흑인들도 교회나 시청 내 직책을 처음 승인받기 시작했으며, 18세기부터는 아프리카와 포르투갈의 혼혈인 물라투 (mulatos)들이 부와 영향력을 쌓은 지주로 성장하여 고위직에 오르기 시작했다. 이들 중에는 조상의 피를 물려받은 탓에 아프리카 본토 흑인과 거의 구별할 수 없었음에도 스스로를 이 땅의 백인 (brancos da terra)이라 칭했던 이들도 존재했다.

### 근세와 현대
1753년 해적선과 사략선의 공격이 끊이지 않자 포르투갈 정부는 상투메섬의 수도를 프린시페섬의 산투안토니우로 이전하고, 두 섬은 하나의 총독이 다스리는 상투메 프린시페라는 단일 식민지로 바뀌게 되었다. 수도를 상투메섬으로 다시 옮긴 것은 1852년의 일이었다.
19세기 초, 포르투갈 사람들은 커피와 카카오 농사를 도입하여 로사스(Roças)라고 하는 대규모 농장을 대대적으로 일궈, 지역경제에 큰 활력을 불어넣었다. 19세기 말부터는 섬의 주요 생산품이 카카오로 바뀌면서 커피 농사는 자취를 감췄다. 그 후 상투메 프린시페는 몇십 년에 걸쳐 세계적인 카카오 생산지로 변모하였으며, 20세기 초에는 연간 코코아 생산량 전세계 1위를 차지하기도 했다.
1972년 적도 기니 내 망명자들을 주축으로 마르크스주의 사상을 지닌 민족주의 정당인 상투메 프린시페 해방운동 (MLSTP)이 독립 국가 건설을 목표로 결성되었다. 1974년 포르투갈 본토에서 카네이션 혁명이 발생하여 포르투갈 제2공화국 (이스타두 노부, Estado Novo)의 독재정권이 종식되면서, 아프리카 내 포르투갈 식민지의 탈식민화가 시작되었다. 1975년 7월 12일, 포르투갈 신 정부는 상투메 프린시페의 독립을 승인하였다.

포르투갈령 상투메 프린시페의 제안된 국기

## 갤러리

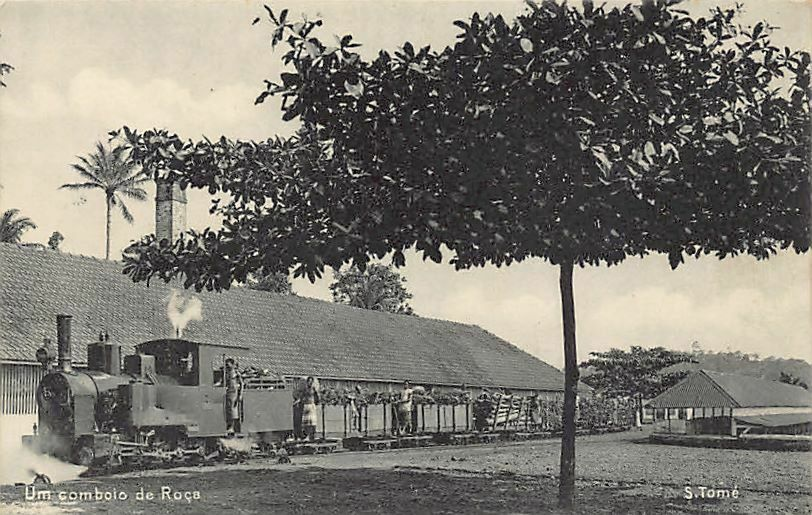
농장에서 운영하는 기차 (1910년)
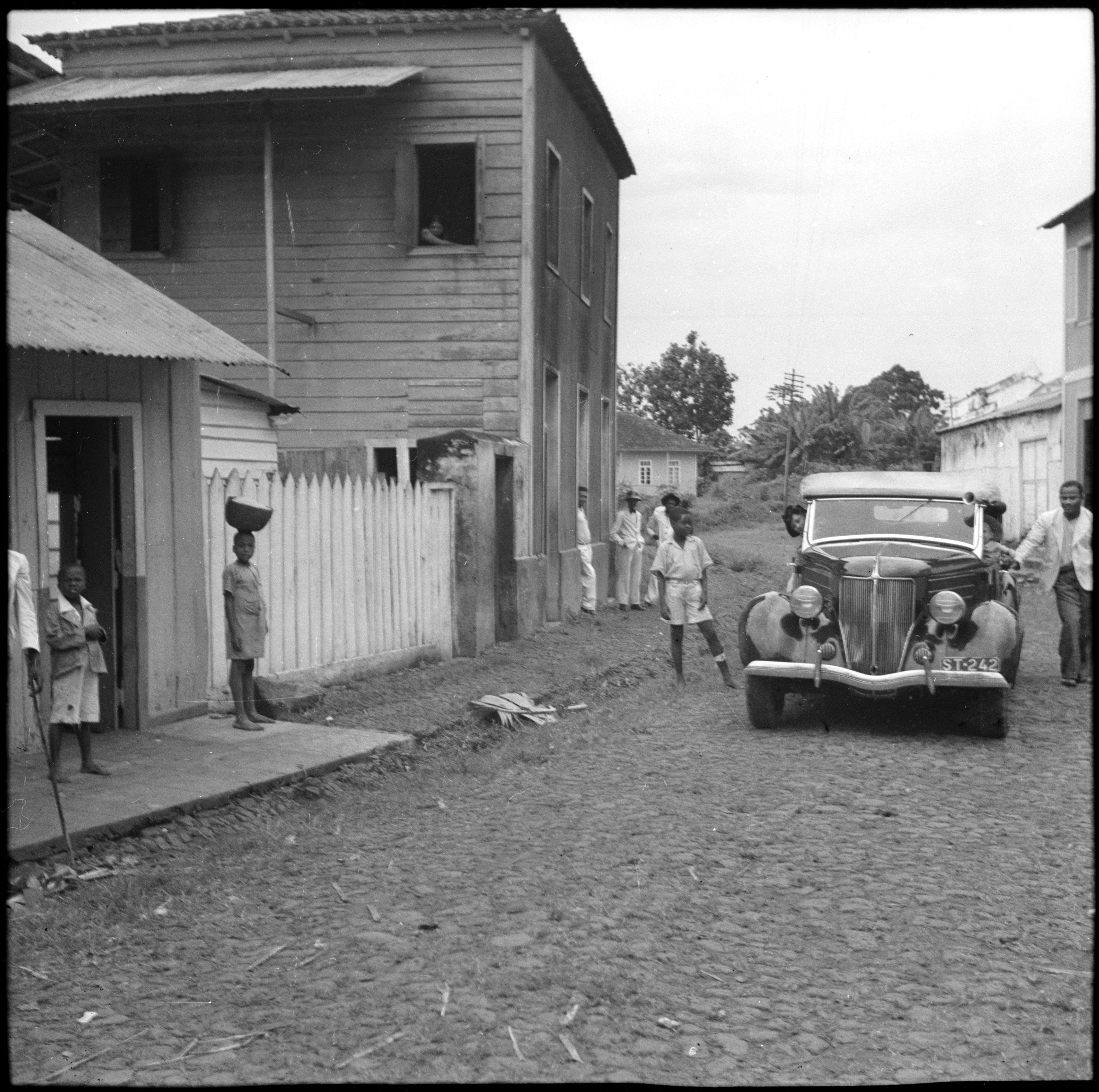
1941년~1942년 상투메섬의 거리
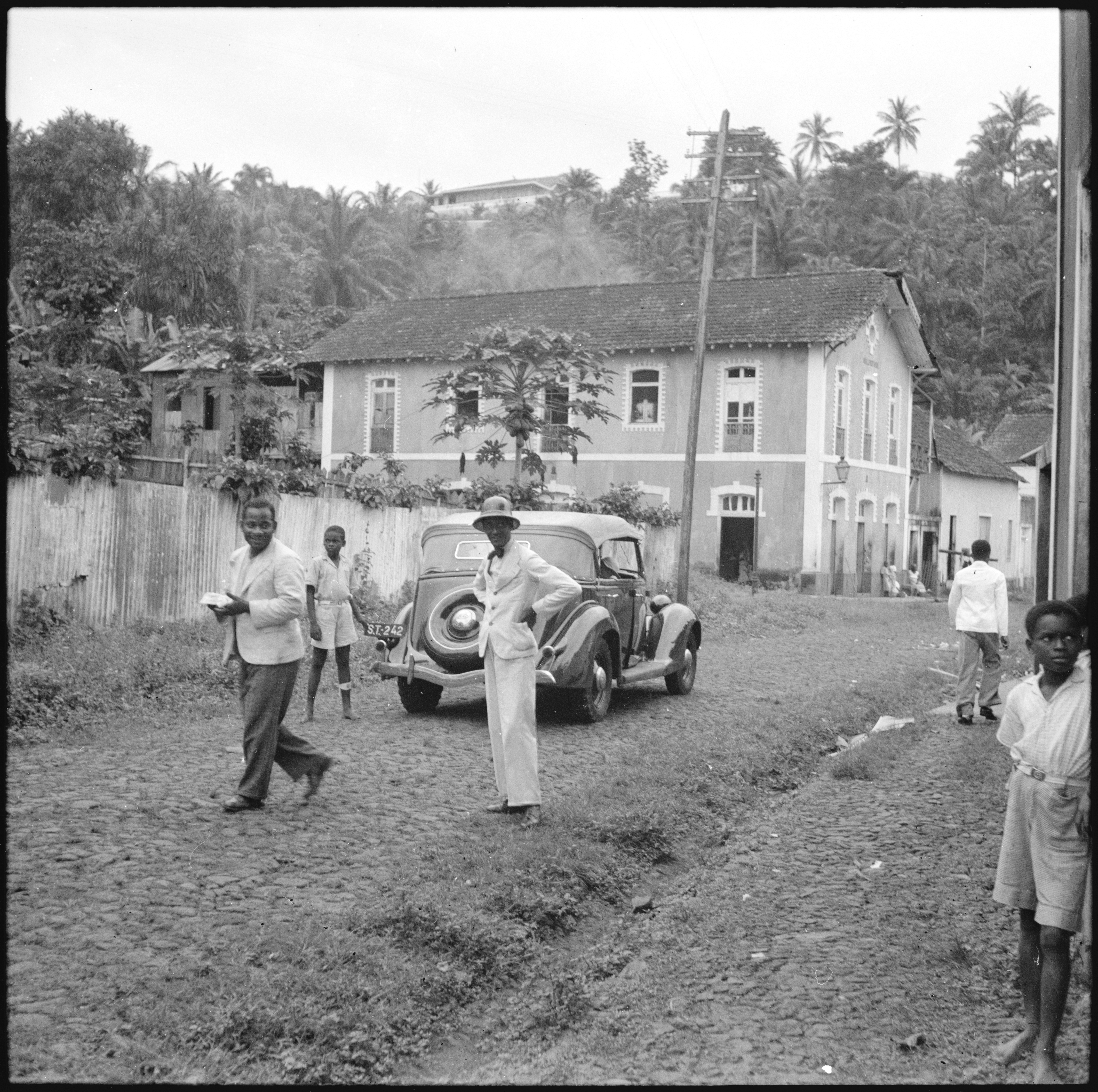
1941년~1942년 상투메섬의 풍경
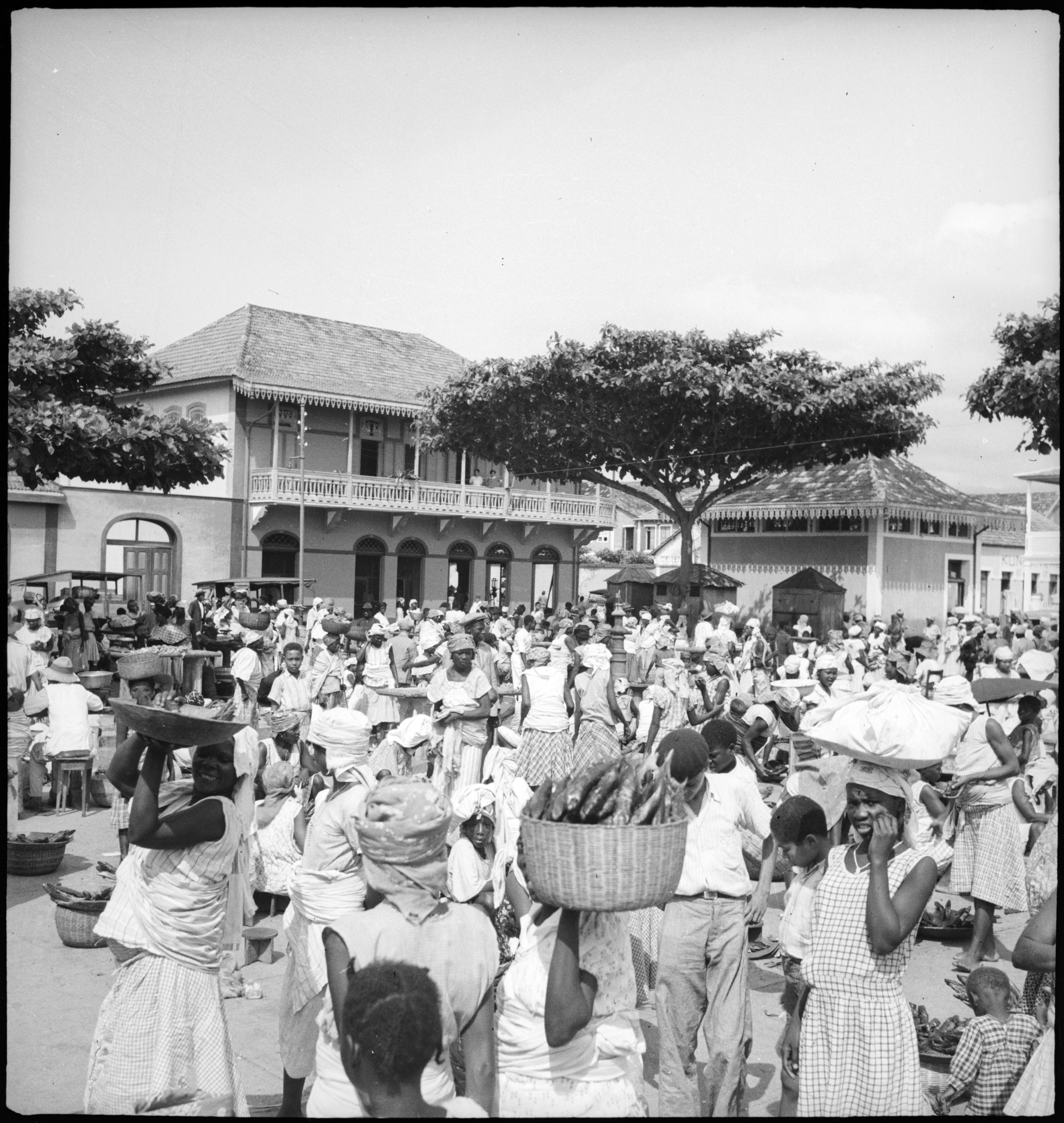
1941년~1942년 상투메섬의 시장
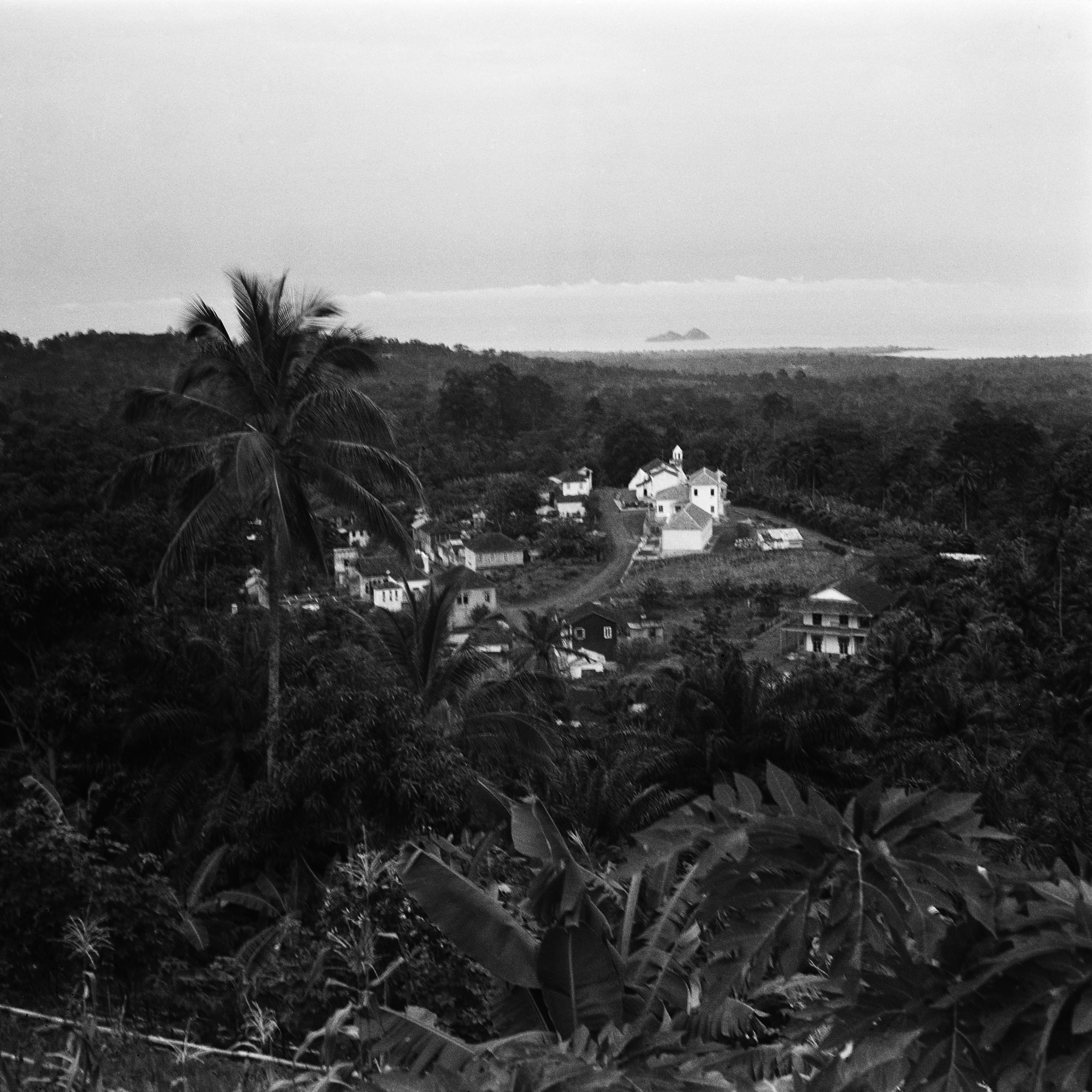
1941년~1942년 빌라 트린다데
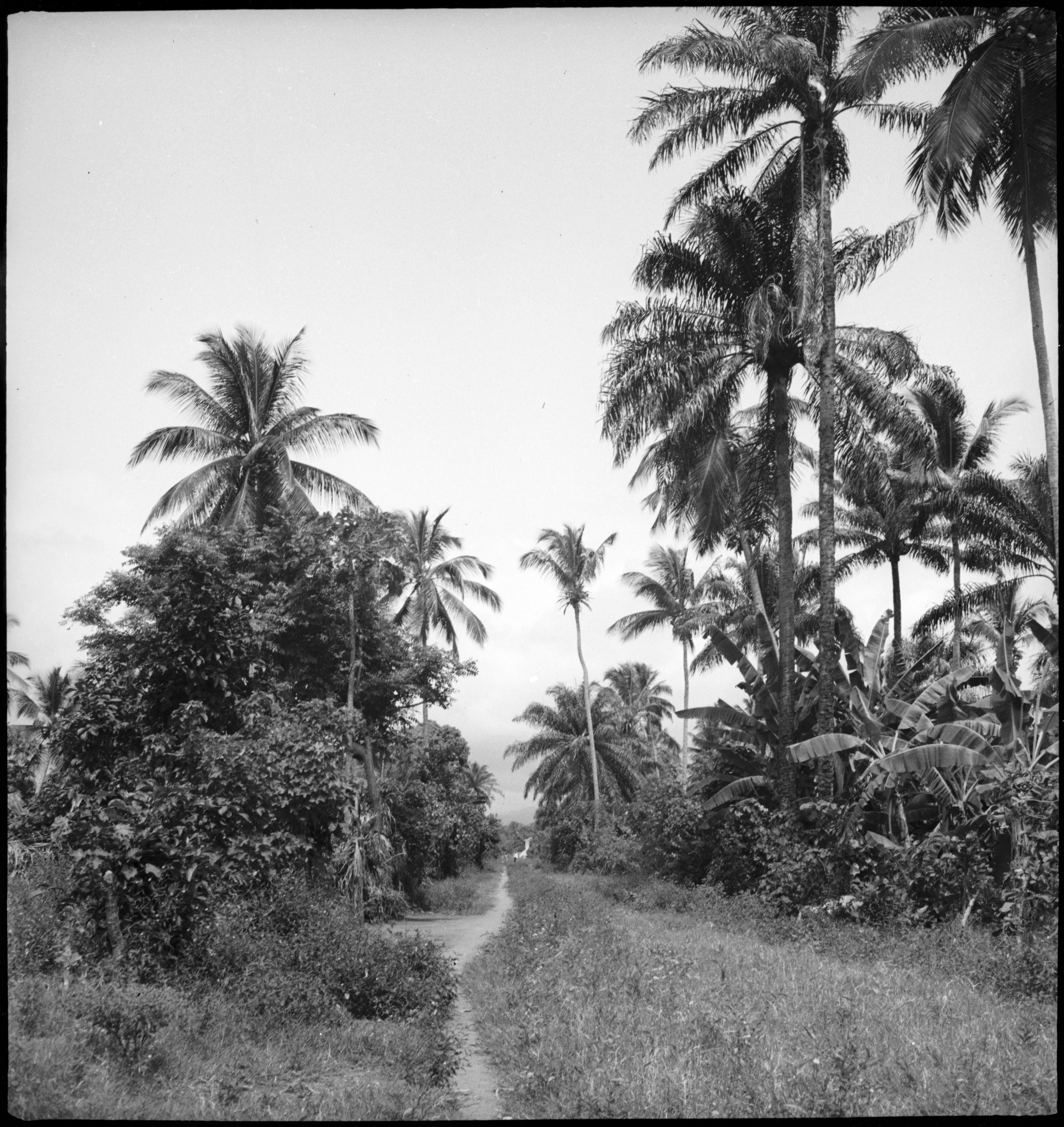
상투메섬의 풍경

### 식민지 건축

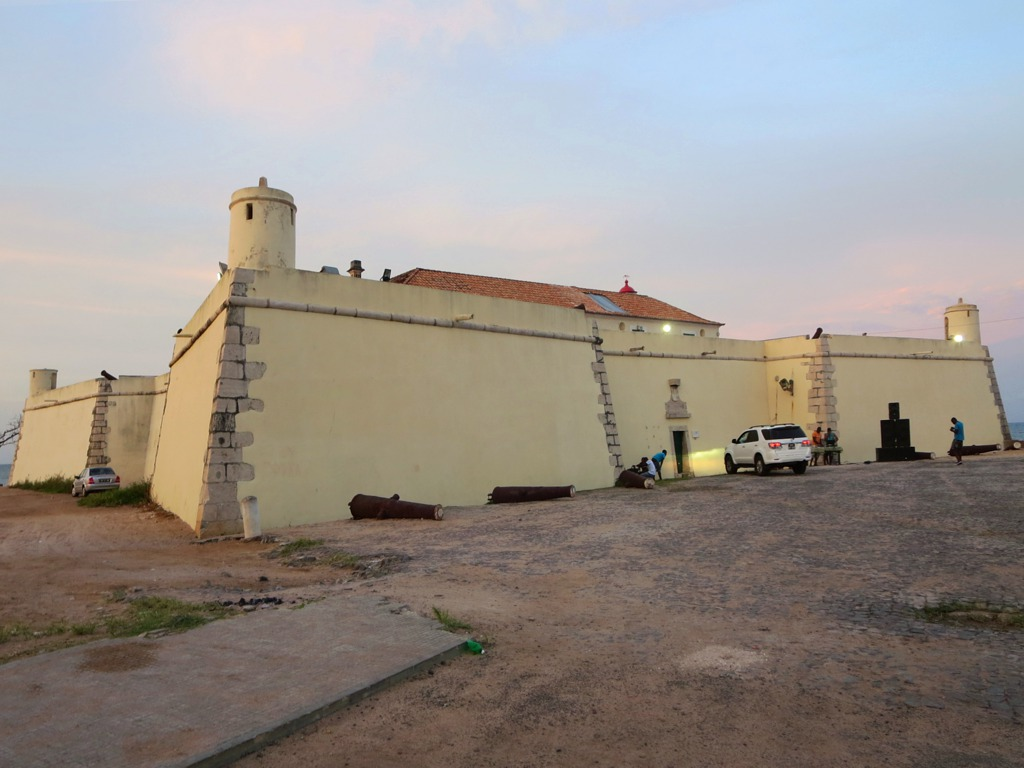
상 세바스티앙 요새
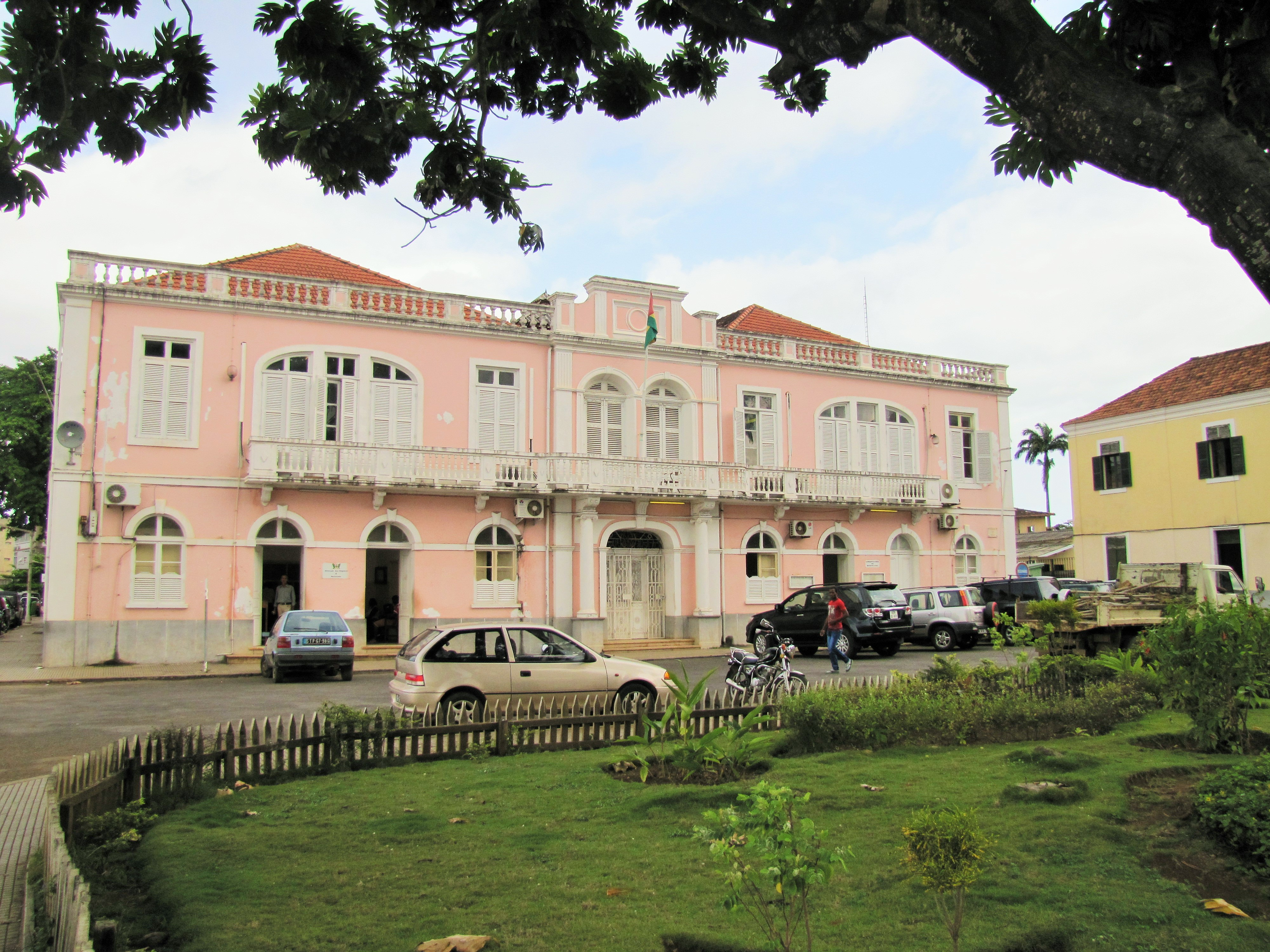
상투메 대법원
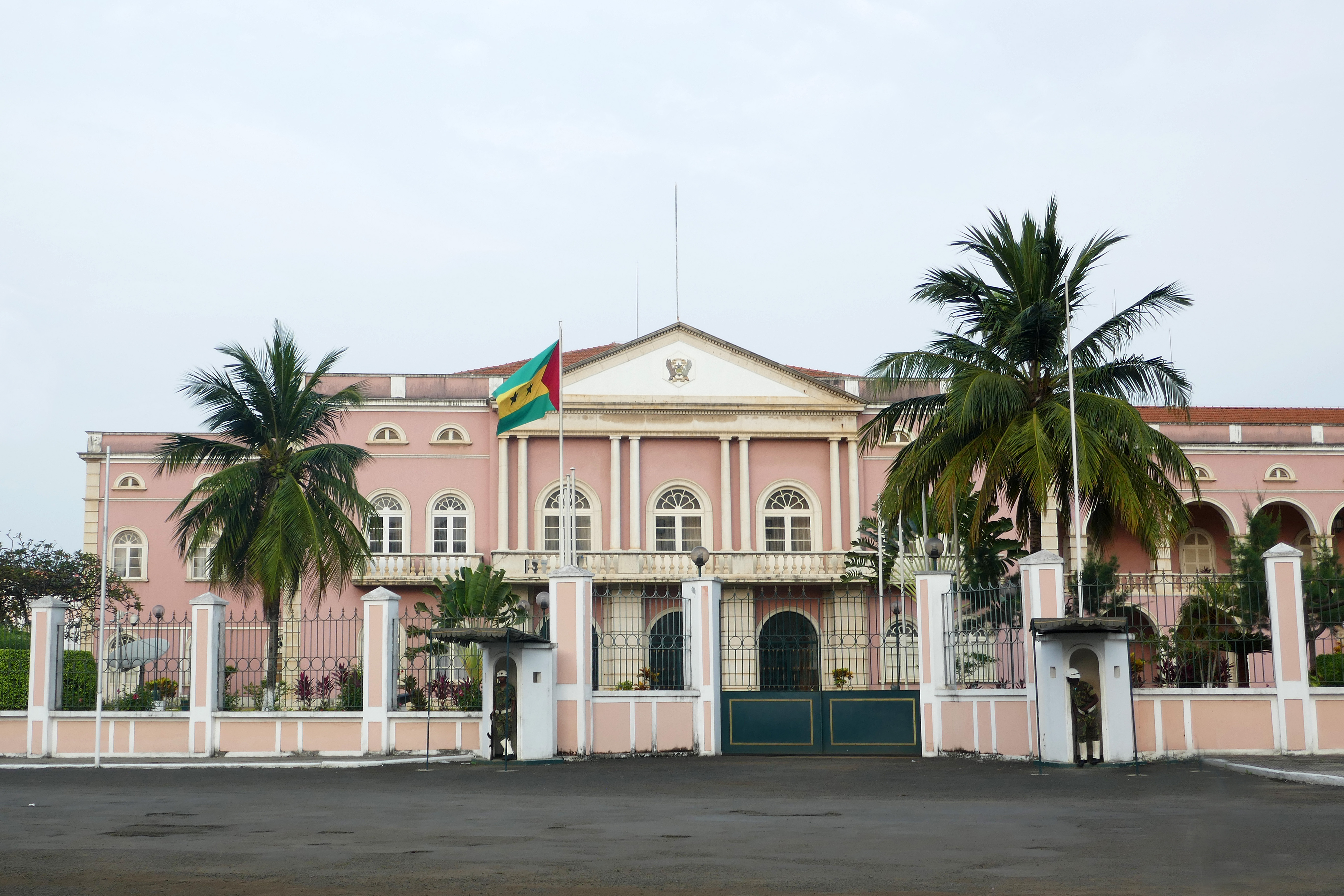
대통령궁
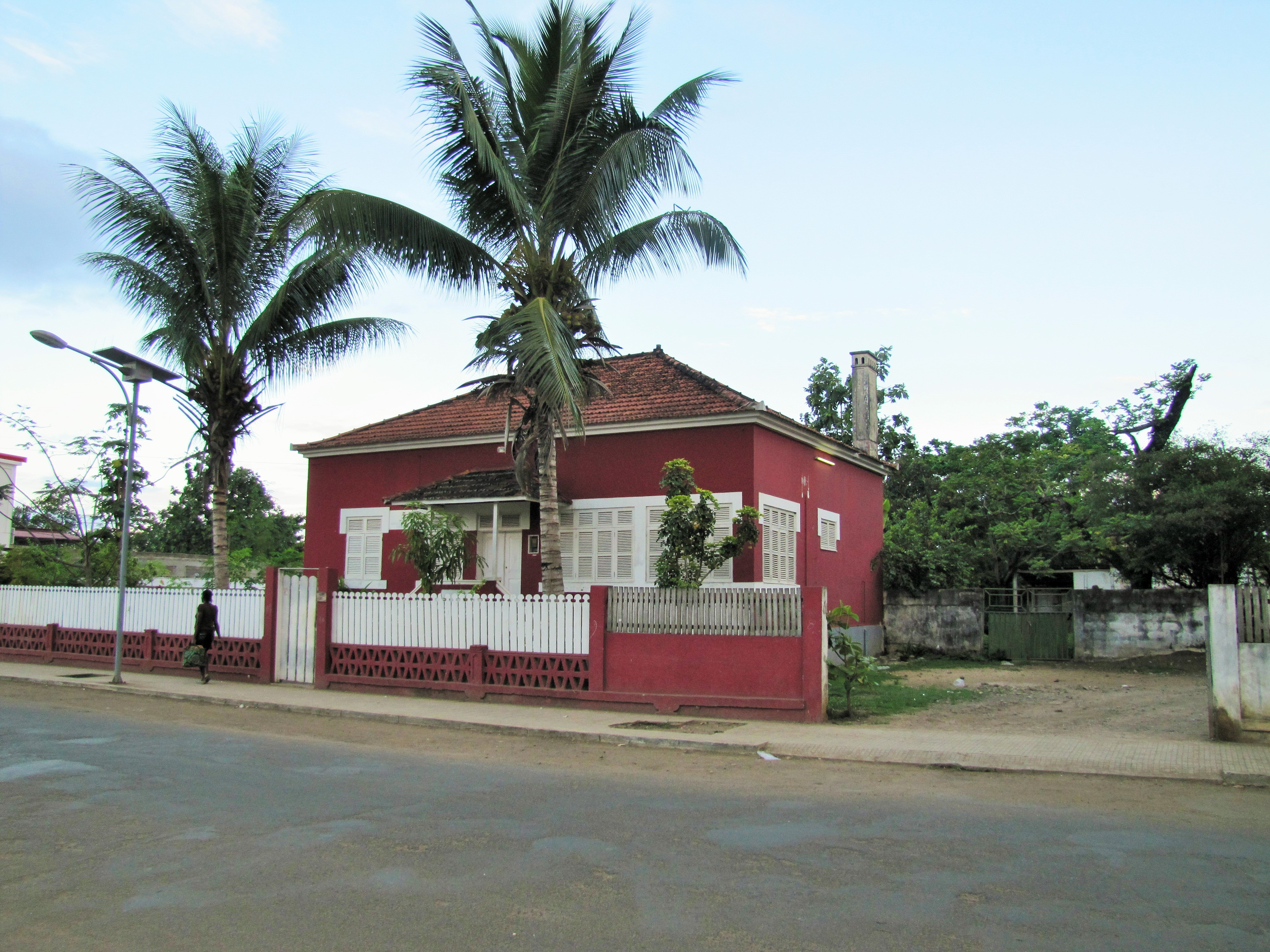
주택
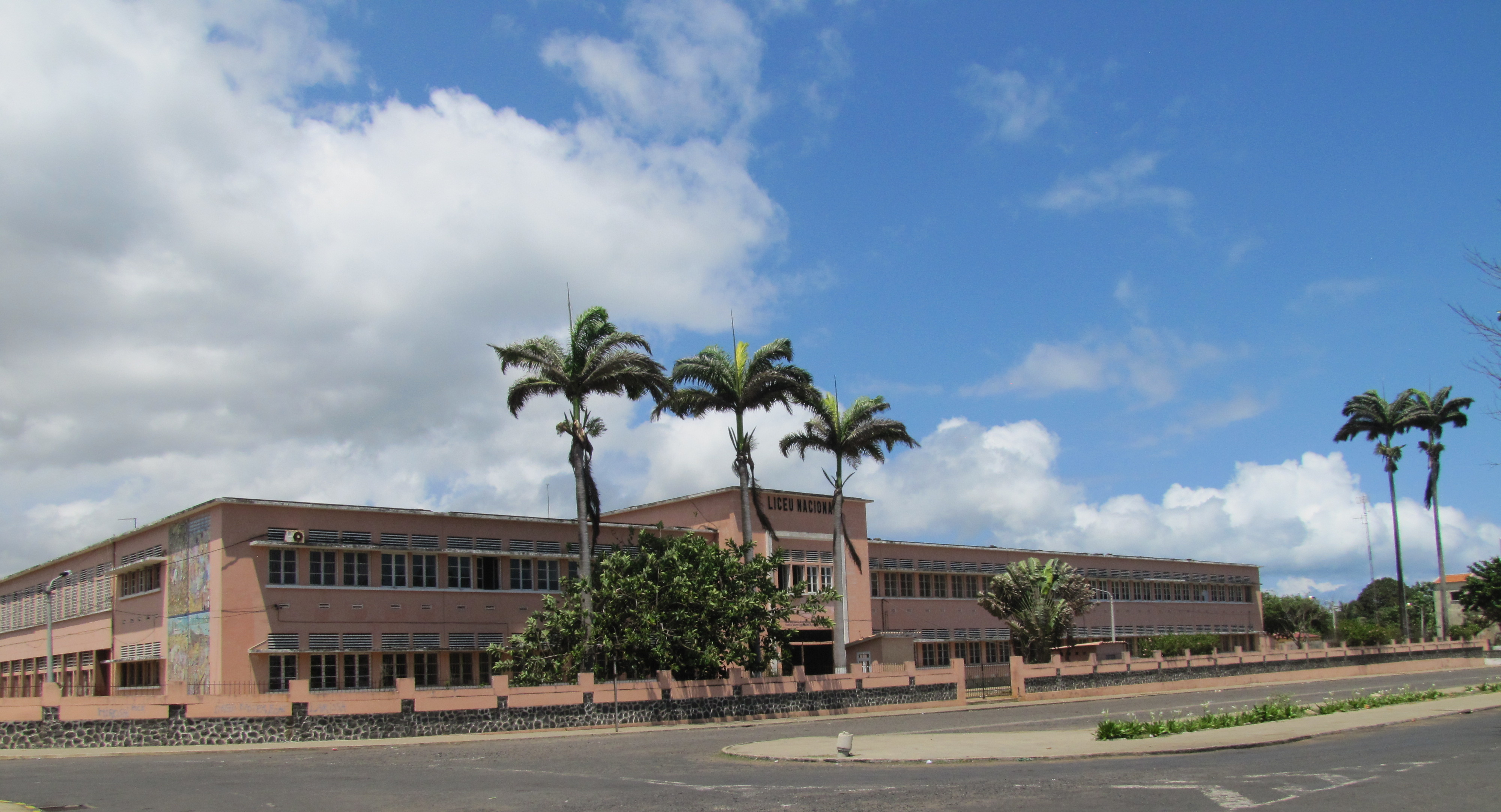
고등학교
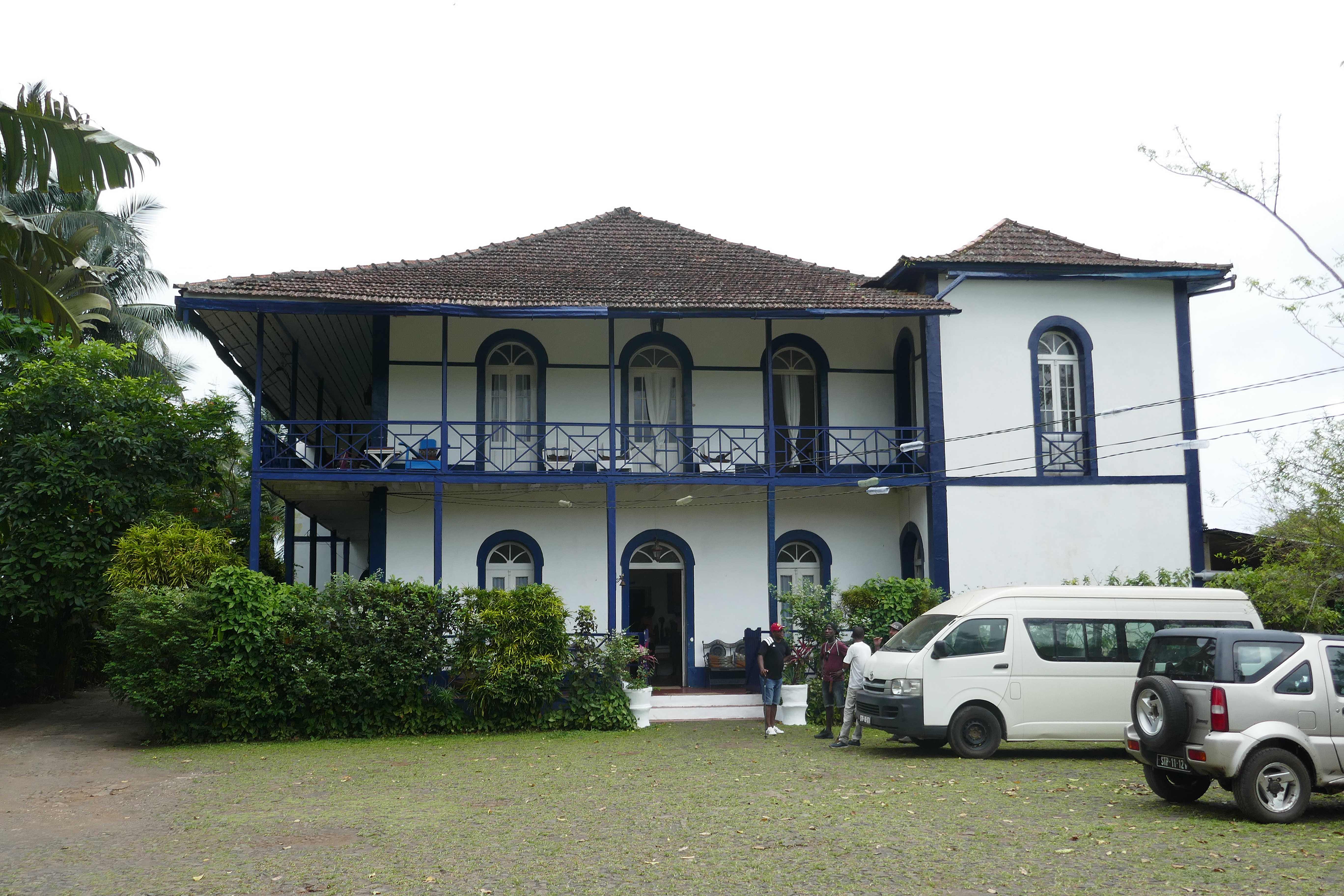
상주앙두스앙골라르스의 플랜테이션 하우스
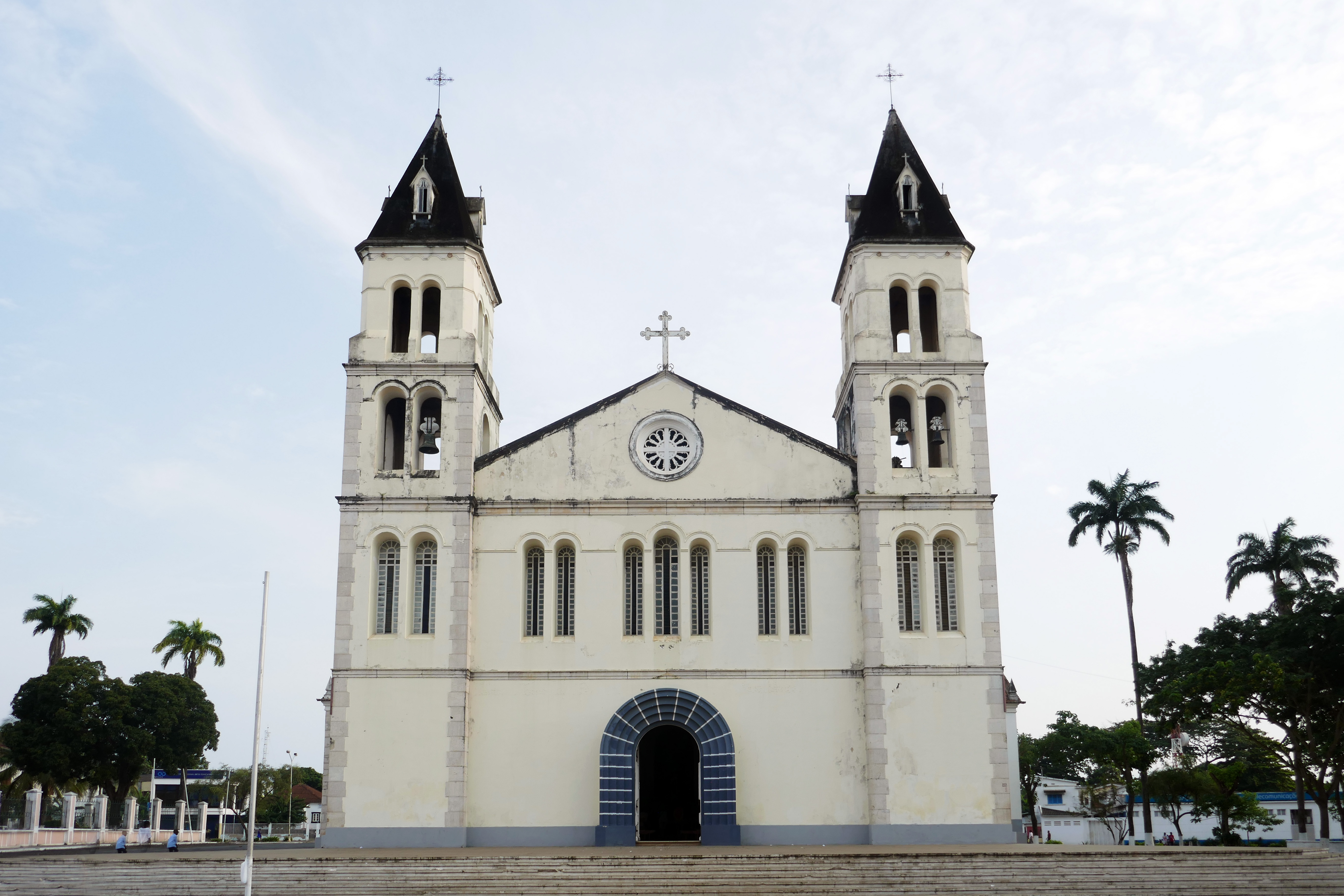
상투메 대성당

### 통화

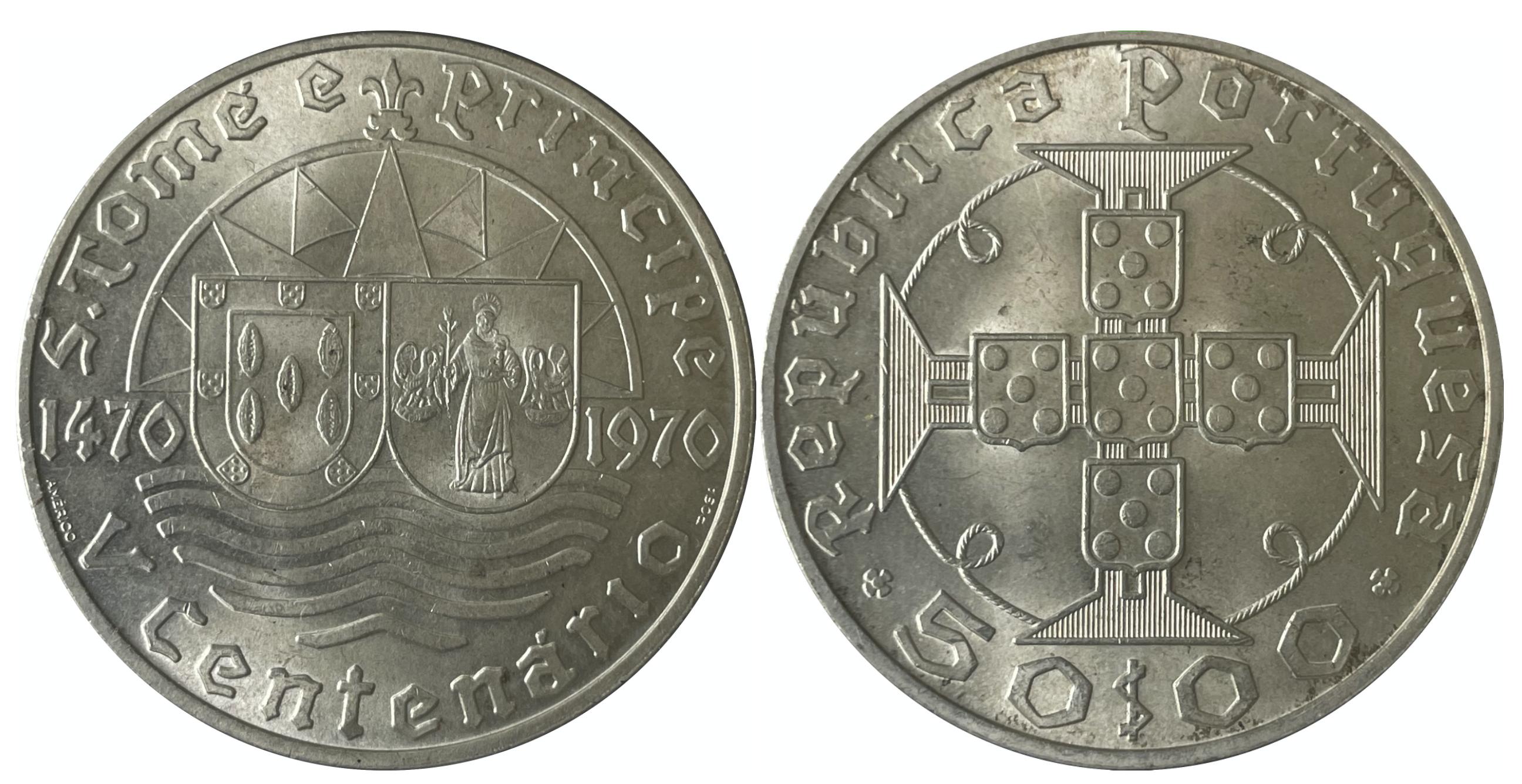
1970년 상투메에서 발행된 50 이스쿠두 주화

## 같이 보기
- 포르투갈령 상투메 프린시페의 총독 목록

## 참고문헌
- Jack P. Greene, Philip D. Morgan, Atlantic History: A Critical Appraisal (2008) ISBN 9780199886432
- Richard M. Juang, Noelle Morrissette, Africa and the Americas: Culture, Politics, and History (2008) ISBN 9781851094417
- Louis E. Grivetti, Howard-Yana Shapiro, Chocolate: History, Culture, and Heritage (2011) ISBN 9781118210222
- Albertino Francisco, Nujoma Agostinho, Exorcising Devils from the Throne: São Tomé and Príncipe in the Chaos of Democratization (2011) ISBN 9780875868486
- Amy McKenna, The History of Central and Eastern Africa (2011) ISBN 9781615303229
- Anthony Disney, A History of Portugal and the Portuguese Empire (2009)